# Chvojenec
Chvojenec település Csehországban, a Pardubicei járásban. Chvojenec Býšť, Rokytno, Dolní Ředice, Horní Ředice és Vysoké Chvojno településekkel határos. Lakosainak száma 835 fő (2024. január 1.).

## Népesség
A település lakosságának változását az alábbi diagram mutatja:
| Lakosok száma | 697  | 816  | 806  | 622  | 646  | 586  | 738  | 709  | 713  | 835  |
|               | 1869 | 1890 | 1921 | 1950 | 1980 | 2001 | 2017 | 2019 | 2022 | 2024 |